# CastleStorm
A CastleStorm 2013-ban megjelent tower defense videójáték, melyet a budapesti székhelyű Zen Studios fejlesztett és jelentett meg Microsoft Windows, PlayStation 3, PlayStation 4, PlayStation Vita, Wii U, Xbox 360 és Xbox One platforomokra. 2014-ben CastleStorm: Definitive Edition címmel egy feljavított változata is megjelent a játéknak. Ugyanebben az évben CastleStorm: Free to Siege címmel egy spin-off tower defense játék is megjelent iOS-re.

## Fogadtatás
A Metacritic gyűjtőoldalon a Windows-verzió 73%-on, az Xbox 360- és a PlayStation Vita-verzió 79%-on, míg a Wii U-változat 83%-on áll.
A feljavított változat 5 teszt átlagán 75%-on áll a Metacriticen.
A CastleStorm: Free to Siege 6 teszt átlagán 85%-on áll a Metacriticen.